# Haliplus lineatocollis
Haliplus lineatocollis ist ein Käfer aus der Familie der Wassertreter (Haliplidae). 

## Merkmale
Die Käfer erreichen eine Körperlänge von 2 bis 3 Millimetern. Der Halsschild besitzt beidseits der Mitte basal ein eingeritztes Längsstrichelchen. Diese Strichel sind lang, gebogen, und oben nach innen gewendet. Sie divergieren mit dem Seitenrand und sind dazwischen vor der Basis quer niedergedrückt. Die Deckflügel tragen schwarze Punktreihen, die mittleren von ihnen sind basal durch ein kräftigeres halbrundes Punktgrübchen abgeschlossen. Die Scheibe der Deckflügel ist nicht oder undeutlich gefleckt und trägt häufig schwach schwärzliche Makel in der Mitte der Flügeldeckennaht. 

## Vorkommen und Lebensweise
Die Art ist in Europa, einschließlich der Kanaren, nördlich bis Dänemark und den Süden Schwedens verbreitet. Weiters findet man sie in Kleinasien, Nordafrika, Äthiopien und Eritrea. Die Tiere leben bevorzugt in Gewässern mit Mooruntergrund.